# Mas
|  | Per a altres significats, vegeu «Mas (desambiguació)». |

El mas és un format d'explotació agrícola que va desenvolupar-se a l'edat mitjana propi del Principat i la Franja, el País Valencià i bona part d'Occitània. S'ha de distingir el mas, que és tota la propietat i inclou el conjunt de casa, terres de conreu i boscos, de la masia, que és la casa sola. El mot prové del llatí medieval mansus, participi de manere, que significa 'romandre' o 'residir'. El mansus significava tant l'edifici central o la masia, l'explotació agrícola com una unitat de mesura de superfície.
És anàleg a l'alqueria del País Valencià, tot i que les alqueries són més comunes en terrenys de regadiu; la possessió de Mallorca i el lloc de Menorca.

## Naixement

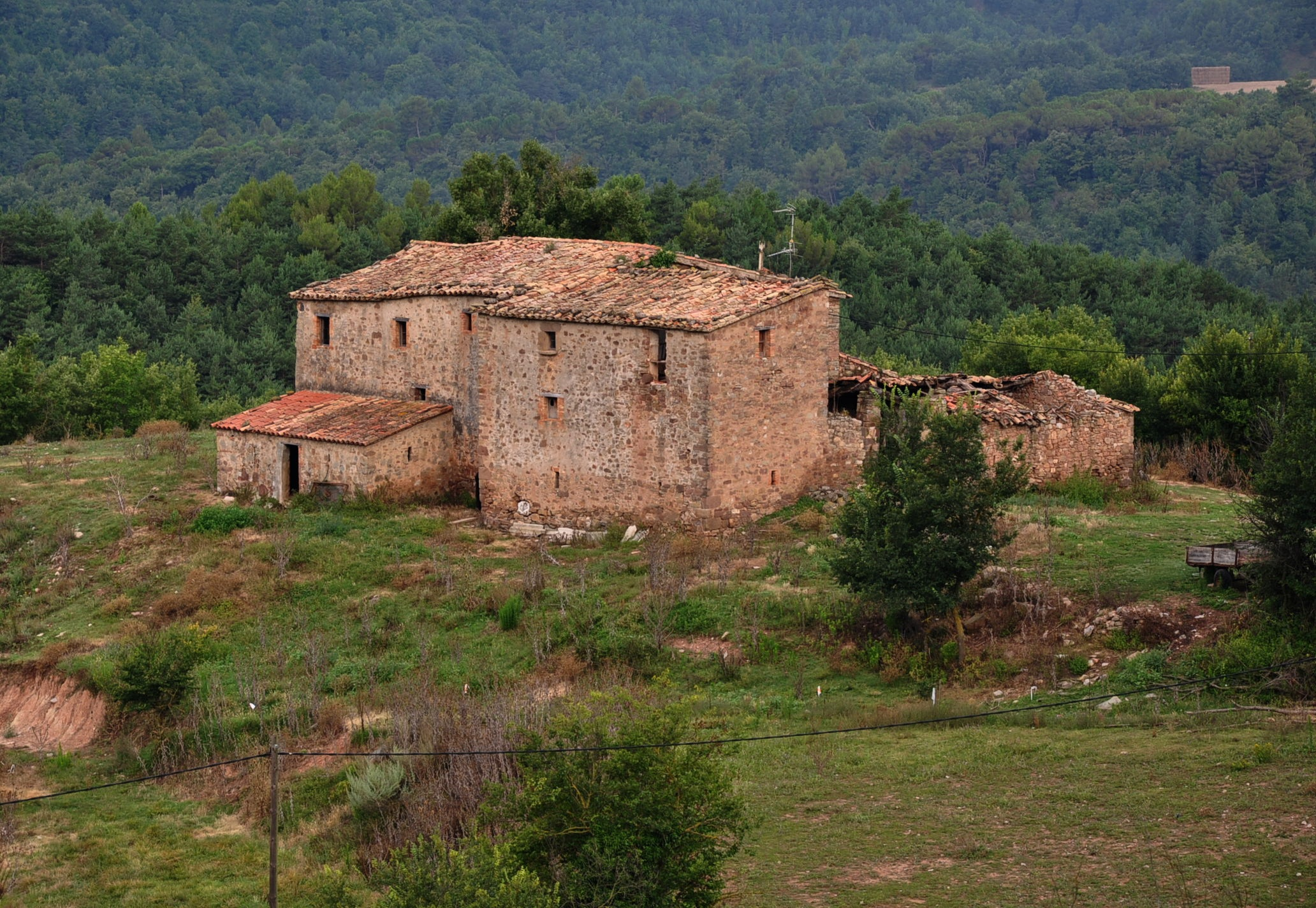
Mas del Vilardell a Muntanyola

En principi, era una terra heterogènia composta de bosc, pastures, terres de conreu… a mig camí entre la plana i la muntanya, que permetia al masover de viure en autarquia. Tot i que el masover era dependent del senyor, tenia sovint una gran autonomia i les coses no li anaven malament, fet del qual testimonien encara avui la riquesa de l'arquitectura. Després de la sentència arbitral de Guadalupe, del 1486, el pagès pot obtenir la plena propietat del mas i emancipar-se totalment del senyor. «Els segles xvi i xvii són d'engrandiment, culminant en el XVIII, època d'or de la masia en el principat.»

## Enjondre de l'imperi carolingi

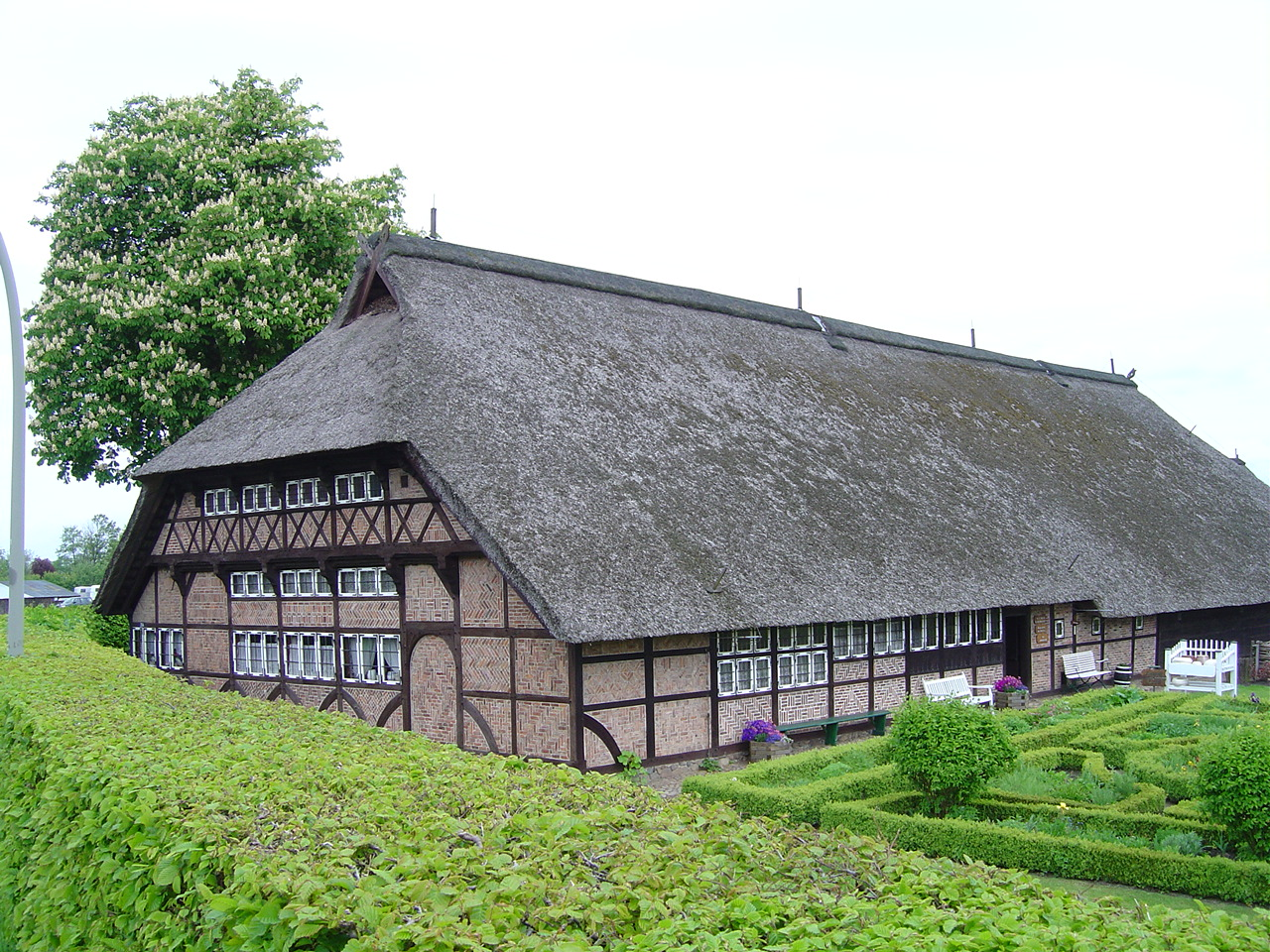
Antiga masia, actual museu Rieckhuus a Curslack (Hamburg)

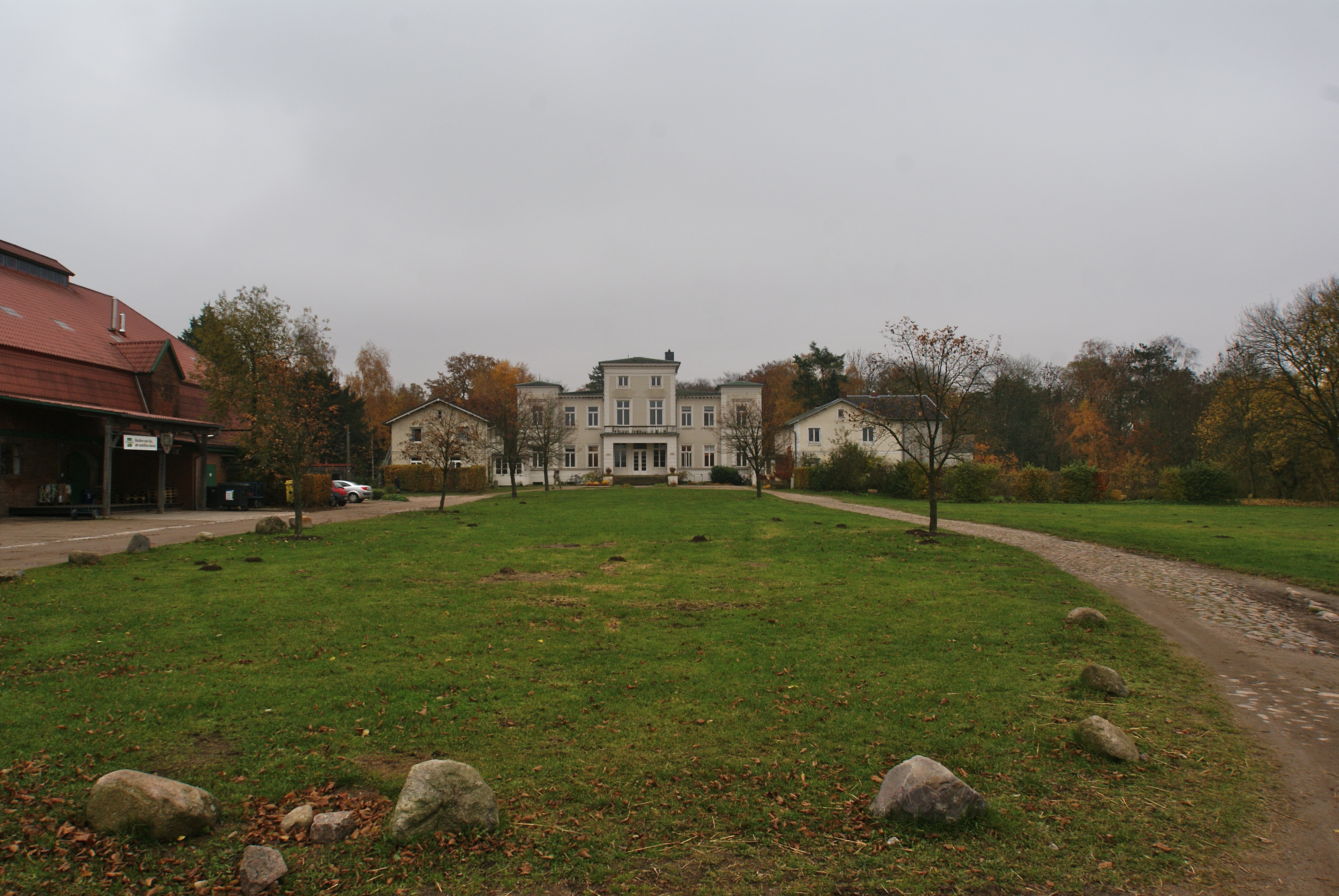
Edifici central d'un Gutshof o mas senyorial a Tangstedt (Slesvig-Holstein)

Tot arreu de l'Imperi carolingi existia una institució semblant: mansus (nl: Hoeve, de: Hufe), també anomenat vil·la o curtis. Era una explotació agrícola que tenia una superfície prou extensa per a permetre l'autarquia del masover (mansionarius) i la seva família. El masover tenia terres quasi pròpies que explotava lliurement; en bescanvi d'aquest dret, havia de prestar serveis a la masia principal, (nl: Vroonhof, de: Fronhof o Gutshof), la residència del senyor o del seu administrador, sovint un edifici força ric.
El mansus significava tant l'edifici central, l'explotació agrícola, com una unitat de mesura de superfície, que segons les regions pot variar d'unes 7-10 hectàrees a Slesvig-Holstein, el doble a l'est de Bèlgica i fins a 30 hectàrees als Vier i Marschlande i a l'Alte Land. A les terres riques, les masies que passaven del pare al fill gran, esdevenien edificis representatius amb què el masover mostrava la seva riquesa amb decoracions opulentes. Ans al contrari de Catalunya, a la gran planúria europea, per la construcció de la masia, s'utilitzava més sovint l'entramat de fusta o els maons que no la pedra natural.
A Slesvig-Holstein, l'administració danesa va imposar el 1790 una reforma agrícola per tal de reconstituir explotacions que tenien una terra contigua, la Verkoppelung o l'enganxament. Segons la superfície, es parlava aleshores d'un mas complet, de mig, de tercer i de quart mas. Els tercers i quarts masos eren destinats als artesans que tenien un altre ofici principal.

## Antecendents
En l'Imperi Romà existia una institució semblant quan es concedia als veterans ben mereixents un tros de terra als països ocupats com a sistema de pensions.